# Popowia klainii
Popowia klainii Pierre ex Engl. & Diels – gatunek rośliny z rodziny flaszowcowatych (Annonaceae Juss.). Występuje naturalnie w Wybrzeżu Kości Słoniowej, Gabonie, Kongo oraz Angoli. 

## Morfologia
PokrójZimozielone i zdrewniałe liany dorastające do 15 m wysokości. Młode pędy są owłosione.
LiścieMają odwrotnie jajowaty kształt. Mierzą 6–9,5 cm długości oraz 3,5–4,5 cm szerokości. Są prawie skórzaste. Nasada liścia jest od zaokrąglonej do prawie sercowatej. Blaszka liściowa jest o spiczastym wierzchołku. Ogonek liściowy jest owłosiony i dorasta do 3–9 mm długości.
KwiatySą pojedyncze lub zebrane po 2–6 w pęczki przypominające baldachy, rozwijają się w kątach pędów. Działki kielicha mają trójkątny kształt, są owłosione i dorastają do 1 mm długości. Płatki mają kształt od owalnego do prawie okrągłego i osiągają do 3–4 mm długości. Kwiaty mają 20 owłosionych owocolistków o podłużnym kształcie i długości 2–3 mm.
OwocePojedyncze mają elipsoidalny kształt, zebrane w owoc zbiorowy. Są osadzone na szypułkach. Osiągają 12–14 mm długości. Mają czerwonopomarańczową barwę.

## Biologia i ekologia
Rośnie w podtopionych lub bagiennych lasach.